# Jimmie Rodgers
James Charles Rodgers, detto Jimmie (Meridian, 8 settembre 1897 – New York, 26 maggio 1933), è stato un cantante statunitense conosciuto per la sua ritmica jodel. Tra le prime superstar della musica country, Rodgers è conosciuto anche come The Singing Brakeman,The Blue Yodeler e Father of Country Music.
Jimmie Rodgers contribuì in maniera decisiva allo sviluppo della musica country, ed in particolare del country folk. Costruendo le sue ballate tradizionali sulle influenze musicali del Sud, Jimmie scrisse e cantò canzoni in cui la gente comune poteva rispecchiarsi. Vi incluse tra l'altro le sue esperienze nelle aree di Meridian (Mississippi), e quelle della gente che incontrò, sulle ferrovie, nei bar e sulle strade. Per creare le sue melodie, si ispirò alle ballate tradizionali e alla musica folk. A Meridian, dal 1953, ogni anno nel mese di maggio, si svolge il "Jimmie Rodgers Memorial Festival", per commemorare l'anniversario della morte di Rodgers. Il primo festival fu celebrato per la prima volta il 26 maggio 1953.
Pathos, divertimento, donne, whiskey, omicidi, morti, malattie e povertà sono presenti nelle sue canzoni. Temi che in seguito saranno ripresi e sviluppati da gente come Hank Williams, Merle Haggard, Waylon Jennings, Willie Nelson, George Jones, Townes Van Zandt, Kris Kristofferson e Johnny Cash. Jimmie Rodgers cantò della vita e della morte da una prospettiva maschile e questo punto di vista ha prevalso in diverse aree della musica country. Sarebbe ingiusto non ricordare l'influenza che Rodgers ebbe nello sviluppo dell'honky-tonk, del rockabilly e del Bakersfield sound.
Rese popolare l'uso della chitarra slide, stile hawaiano, nella musica Country. Fu inoltre il primo musicista folk a suonare con un'orchestra e il primo cantante country a suonare accompagnato da musicisti jazz, come ad esempio Louis Armstrong. È considerato un anticipatore dello stile musicale conosciuto come Western Swing.

## Biografia

### Primi anni
Il luogo di nascita tradizionale di Rodgers è solitamente indicato come Meridian (Mississippi), tuttavia, nei documenti firmati dallo stesso Jimmie, più tardi nella vita, la sua città natale è stata indicato come Geiger, Alabama, casa dei nonni paterni. Sua madre morì quando egli aveva circa sei o sette anni, ed essendo il più giovane di tre figli, trascorse l'infanzia con i vari parenti a sud-est e sud-ovest del Mississippi e in Alabama, vicino a Geiger. Dopo qualche tempo, tornò a casa a vivere con suo padre, Aaron Rodgers, il quale si era stabilito con una nuova moglie a Meridian.
Ma il richiamo della strada era forte in lui. All'età di 13 anni iniziò a vagabondare a ad esibirsi in spettacoli per le strade, solo per essere riacciuffato e riportato a casa da suo padre, il quale gli trovò il suo primo lavoro in una ferrovia, come portatore d'acqua. Sul posto di lavoro, imparò parecchie ballate hobo.
Nel 1924 a 27 anni, contrasse la tubercolosi. La malattia concluse temporaneamente la sua carriera ferrovia, ma allo stesso tempo gli diede la possibilità di tornare al mondo dello spettacolo. Organizzò un road show itinerante ed eseguito in tutto il sud degli Stati Uniti fino a quando, ancora una volta, fu costretto a tornare a casa, dopo che un ciclone distrusse la sua tenda. Tornò al lavoro ferroviario come frenatore a Miami, in Florida, ma alla fine la sua malattia gli costò definitivamente il posto. Trasferitosi a Tucson, in Arizona, lavorò come controllore sulla Southern Pacific Railroad. Mantenne il posto per meno di un anno, e la famiglia Rodgers (che allora comprendeva la moglie Carrie e la figlia Anita) si sistemò a Meridian nei primi mesi del 1927.
Rodgers decise di recarsi a Asheville, Carolina del Nord, più tardi quello stesso anno. Il 18 aprile, alle 21:30, Jimmie, venne trasmesso per la prima volta per la WWNC, prima stazione radio di Asheville. Pochi mesi dopo Rodgers venne reclutato da un gruppo di Bristol, Tennessee, chiamato "The Tenneva Ramblers". Suonavano per radio, puntualmente, una volta a settimana, come "The Jimmie Rodgers Entertainers".

### Le prime registrazioni in studio e il successo
Alla fine del luglio 1927, i compagni di Rodgers appresero che Ralph Peer, un rappresentante della Victor Talking Machine Company, veniva a Bristol a tenere un'audizione per i musicisti locali. Rodgers e il suo gruppo arrivarono a Bristol il 3 agosto 1927, e fecero il provino per Peer in un magazzino vuoto. Peer accettò di registrare il giorno dopo. Quella notte, purtroppo, i componenti della band discussero, si sciolsero e la mattina seguente, Rodgers arrivò alla sessione di registrazione da solo.
La sua prima sessione durò dalle 14:00 alle 16:20 e produsse due canzoni: The Soldier's Sweetheart e Sleep, Baby, Sleep. Per le registrazioni di prova, ricevette 100 dollari.
Le registrazioni furono diffuse il 7 ottobre, guadagnando un modesto successo.
La seconda seduta di registrazione per Peer, produsse T for Texas, disco che riscosse grande fama e rese celebre l'autore.
Nel corso degli anni, il successo crebbe e la Columbia Pictures lo volle per una parte nel film The Singing Brakeman.
Il 16 luglio 1930, registrò Blue Yodel No. 9, uno dei suoi brani più importanti, con Louis Armstrong alla tromba e sua moglie, Lil Hardin, al pianoforte.

### Ultimi giorni e morte
Con il passare degli anni, la tubercolosi, malattia che fin dalla giovane età lo perseguitava, si aggravò, tanto che durante le sessioni di registrazione, appariva così indebolito da doversi riposare su una branda, tra una registrazione e l'altra.
La sua ultima registrazione, si tenne a New York, il 24 maggio 1933.
Morì due giorni dopo, il 26 maggio, per un'emorragia polmonare, durante il soggiorno presso l'Hotel Taft. Aveva solo 36 anni.

## Blue yodel
Una delle maggiori e più influenti innovazioni di Rodgers fu quella di unire la musica folk bianca alla musica blues nera, introducendo nei suoi brani la tecnica di canto dello yodel (divenuto una caratteristica del musicista, e in seguito assimilato dalla musica country, influenzando lo stile di canto del movimento stesso), e generando così una serie di canzoni di grande successo, chiamate “Blue Yodel”. Le canzoni “Blue Yodel” sono una serie di tredici brani scritti e registrati da Rodgers nel periodo che va dal 1927, fino al maggio del 1933. Le canzoni si basano sulla classica progressione del blues a 12-bar e vedono Rodgers intervallare alle strofe il suo celebre yodel, ripetuto come un ritornello.
Le canzoni Blue Yodel di Rodgers furono un grande successo all'epoca della loro pubblicazione, e arrivarono a vendere milioni di copie, un numero impressionante per l'epoca. Il termine Blue Yodel divenne di uso comune e oggi è spesso usato per differenziare le prime forme di yodel australiano dalle forme di yodel americano, di cui Rodgers viene appunto definito l'iniziatore.

### Un ibrido tra folk e blues
Jimmie Rodgers, grazie alla gavetta fatta suonando nei minstrel show e come lavoratore nelle ferrovie, assimilò le tradizioni musicali del popolo nero e del popolo bianco, e le unì creando un originale ibrido tra musica folk di matrice bianca e blues nero, dando vita alle canzoni Blue Yodel. Nelle sue registrazioni Rodgers (assieme al produttore delle medesime, Ralph Peer), diede vita a una combinazione tra blues, jazz, e folk tradizionale, generando uno stile musicale che venne chiamato “hillbilly”.
La canzoni Blue Yodel di Rodgers, così come molti altri brani da esse generati, comprendono fraseggi musicali tipici della tradizione blues e di quella folk.

### Lo yodel di Jimmie Rodgers
Il ritornello yodel di Rodgers, il quale forse mima il fischio di un treno, è parte integrante delle canzoni Blue Yodel, ed è stato descritto come un ornamento vocale malinconico e avvolgente, che sfida la mente razionale. Rodgers stesso definisce il suo yodel come “un ghirigoro che può fare con la sua gola”.
Lo yodel di Jimmie Rodgers nacque dall'influenza esercitata sul musicista da alcuni cantanti degli anni venti, come Emmett Miller, Vernon Dalhart. Riley Puckett e Gid Tanner. Il distintivo yodel di Rodgers era volutamente meno sofisticato dei quello degli altri yodeler contemporanei, basato com'era sui canti dei vagabondi, ed era quindi più semplice da imitare.
Rodgers ottenne talmente tanto successo grazie al suo yodel, che esso non divenne un obbligato orpello stilistico, ma una necessità commerciale. Grazie a Rodgers lo yodel divenne un vero e proprio fenomeno, tanto da venire riconosciuto come sinonimo stesso della musica country.

### Il primo Blue Yodel: T for Texas
Il primo Blue Yodel inciso da Rodgers fu T for Texas, conosciuto anche come Blue Yodel No.1. Fu registrato il 30 novembre del 1927 nella chiesa “Trinity Baptist Church” di Camden, nel New Jersey. Quando la canzone fu pubblicata, nel febbraio del 1928, divenne un fenomeno nazionale e ottenne un grandissimo successo commerciale che nessuno avrebbe mai predetto.

## Lascito artistico

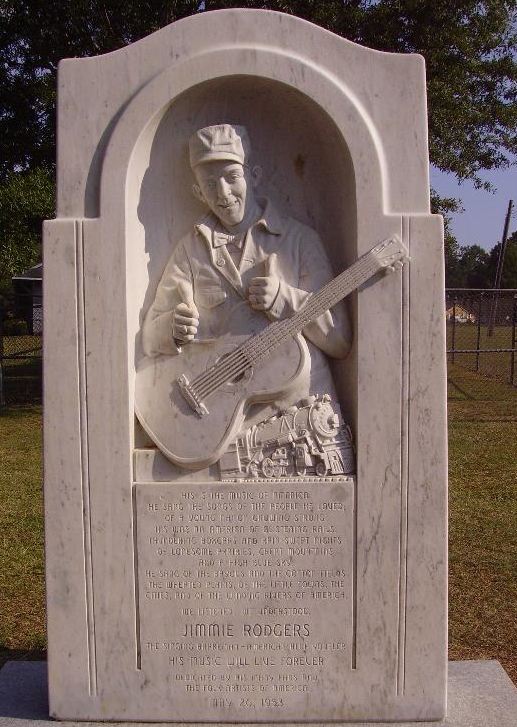
Monumento dedicato a Jimmie Rodgers

Quando la Country Music Hall of Fame fu istituita, nel 1961, Rodgers fu uno dei primi tre musicisti ad essere inseriti, assieme ad Hank Williams e Fred Rose. Rodgers fu inoltre inserito nella Songwriters Hall of Fame nel 1970, e nella Rock and Roll Hall of Fame (categoria "prime influenze") nell'anno della sua istituzione, il 1986. Il brano "Blue Yodel No.9" fu eletto brano significativo per la nascita del Rock and Roll, e quindi inserito nella Rock and Roll Hall of Fame, tra le 500 canzoni che contribuirono alla creazione di questo genere. Rodgers si trova inoltre nella lista delle 40 più grandi star del country, redatta nel 2003 da CMT.
Dal maggio 1953, a Meridian, luogo di nascita di Jimmie, si svolge con cadenza annuale, il "Jimmie Rodgers Memorial Festival", manifestazione in onore dell'anniversario della scomparsa della star del country.
Gene Autry e il futuro governatore della Louisiana, Jimmie Davis (l'autore della celebre canzone You Are My Sunshine), cominciarono la loro carriera come imitatori di Jimmie Rodgers. Merle Haggard, Hank Snow, e Lefty Frizzell, dedicarono album tributo alla memoria di Rodgers. Nel 1997, Bob Dylan, mise assieme una serie di cover di brani di Rodgers in un album, The Songs of Jimmie Rodgers, A Tribute. La collection includeva cover eseguite da artisti come: Bono, Alison Krauss & Union Station, Jerry Garcia, Dickey Betts, Dwight Yoakam, Aaron Neville, John Mellencamp, Willie Nelson, e altri.
Nel 1969, Merle Haggard pubblicò l'album Same Train, A Different Time: Merle Haggard Sings The Great Songs Of Jimmie Rodgers. Haggard eseguì cover dei brani No Hard Times e T.B. Blues negli album Okie From Muskogee del 1969 e Fightin' Side Of Me, uscito l'anno dopo. I Lynyrd Skynyrd, eseguirono una cover del brano Blue Yodel No.1 (T for Texas) nell'album live One More from the Road. Inoltre, lo stesso gruppo cita Rodgers nel brano Railroad Song, nella frase "I'm going to ride this train, Lord, until I find out, what Jimmie Rodgers and The Hag was all about".
Il 24 maggio del 1978, l'United States Postal Service dedicò a Jimmie Rodgers un francobollo onorario da 13 centesimi illustrato da Jim Sharpe, primo di una lunga serie di francobolli simili. Sharpe illustrò altri francobolli appartenenti a questa serie.
Il lascito e l'influenza di Jimmie Rodgers non si limita alla musica country. Nel 2009, il libro Meeting Jimmie Rodgers: How America's Original Roots Music Hero Changed the Pop Sound of a Century mostrò come l'influenza di Rodgers si avverte in svariati generi musicali, a livello internazionale; ad esempio nei versi del poeta Frank Stanford, il quale compose una serie di poemi "blue yodel", o in certi artisti blues venuti dopo.
Rodgers fu una delle più grandi star della popular music statunitense, tra il 1927 e il 1933, e contribuì profondamente a popolarizzare generi di nicchia, come il blues, diventando uno tra i primi interpreti bianchi di tale musica a riscuotere un grande successo. L'influenza di Rodgers è avvertibile su bluesman afro americani, come Muddy Waters, Big Bill Broonzy, e Howlin' Wolf, il quale dichiarò di essere stato fan di Rodgers, da bambino. I suoi celebri ruggiti e ululati, nascono infatti dal tentativo fallito di imitare lo yodel di Rodgers.
L'influenza di Rodgers è avvertibile anche in artisti come Tommy Johnson, The Mississippi Sheiks, e Mississippi John Hurt, il quale compose un brano (Let the Mermaids Flirt With Me) basandosi sulla celebre hit di Rodgers Waiting On A Train. Elvis Presley citò Rodgers tra le sue influenze, e ha dichiarò di esserne stato grande fan. Jerry Lee Lewis, dichiarò di aver subito l'influenza di Rodgers, ed eseguì cover di molti suoi brani. Moon Mullican, Tommy Duncan e altri cantati di western swing, furono influenzati da Jimmie, così come Gene Autry o Bob Wills, il quale eseguì una celebre cover di Mule Skinner Blues, uno dei suoi primi grandi successi.
Il film del 1982, Honkytonk Man, diretto e interpretato da Clint Eastwood, prende spunto dalla vita di Jimmie Rodgers. Il protagonista è un cantante country, Red (interpretato da Clint Eastwood), ammalato di tubercolosi, malattia che lo porterà a una prematura morte, proprio come successe a Rodgers.
Nel libro Faking It: The Quest for Authenticity in Popular Music, la celebre canzone di Rodgers, T.B. Blues, è indicata come uno dei primi esempi di canzone autobiografica della storia della musica.
Il 28 maggio 2010, Slim Bryant, l'ultimo musicista rimasto in vita ad aver suonato con Jimmie Rodges, morì all'età di 101 anni. Con Rodgers aveva registrato, nel 1932, la canzone Mother, the Queen of My Heart.
L'album The Union, lavoro nato dalla collaborazione tra Elton John e Leon Russell, contiene una canzone in onore di Rodgers, intitolata Jimmie Rodgers' Dream.
Nel maggio 2010, vicino al luogo di sepoltura di Rodgers, fu eretta una seconda targa commemorativa, per marcare il suo ruolo di "padre della musica country".
Nel 2013, Jimmie Rodgers fu inserito nella Blues Hall of Fame per la sua importanza nell'aver diffuso questo genere di musica, avendolo popolarizzato parecchio, e per aver influenzato alcuni tra i più grandi bluesman della storia.
Rodgers fu importante anche per la musica folk americana, influenzando folk singers come Woody Guthrie.

## Riconoscimenti
- Il "Jimmie Rodgers Memorial Festival" è una manifestazione a lui dedicata che, con cadenza annuale, si tiene a Meridian per onorare l'anniversario della sua morte. La prima edizione si svolse il 6 maggio 1953[17]
- Nel 1986, fu inserito nella Rock'n'Roll Hall of Fame, tra le early influence.
- Fu uno dei primi tre musicisti ad essere inserito nella Country Music Hall of Fame, quando questa fu istituita, nel 1961.
- Nel 1970, fu introdotto nella Songwriter Hall of Fame.
- Il brano “Blue Yodel No.9”, fu selezionato per la lista delle 500 canzoni importanti per la nascita del Rock'n'Roll, nella Rock'n'Roll Hall of Fame.
- Nel 2013 fu inserito nella Blues Hall of Fame
- Nel 1978, l'United States Postal Service, gli dedicò un francobollo commemorativo da 13 centesimi

## Registrazioni
Di seguito saranno elencati tutti i brani prodotti dalle varie sessioni di registrazione di Jimmie Rodgers in ordine cronologico, dalla prima sessione a Bristol, in Tennessee, la quale produsse il primo singolo dell'artista, fino all'ultima a New York, nel 1933, che Rodgers tenne poco prima di morire:
| Title                                           | Record number | Recording date    | Recording location      |
| ----------------------------------------------- | ------------- | ----------------- | ----------------------- |
| “The Soldier's Sweetheart”                      | Victor 20864  | August 4, 1927    | Bristol, Tennessee      |
| “Sleep, Baby, Sleep”                            | Victor 20864  | August 4, 1927    | Bristol, Tennessee      |
| “Ben Dewberry's Final Run”                      | Victor 21245  | November 30, 1927 | Camden, New Jersey      |
| “Mother Was a Lady”                             | Victor 21433  | November 30, 1927 | Camden, New Jersey      |
| “Blue Yodel No. 1 (T for Texas)”                | Victor 21142  | November 30, 1927 | Camden, New Jersey      |
| “Away out on the Mountain”                      | Victor 21142  | November 30, 1927 | Camden, New Jersey      |
| “Dear Old Sunny South by the Sea”               | Victor 21574  | February 14, 1928 | Camden, New Jersey      |
| “Treasures Untold”                              | Victor 21433  | February 14, 1928 | Camden, New Jersey      |
| “The Brakeman's Blues”                          | Victor 21291  | February 14, 1928 | Camden, New Jersey      |
| “The Sailor's Plea”                             | Victor 40054  | February 14, 1928 | Camden, New Jersey      |
| “In the Jailhouse Now”                          | Victor 21245  | February 15, 1928 | Camden, New Jersey      |
| “Blue Yodel No. 2 (Lovin' Gal Lucille)”         | Victor 21291  | February 15, 1928 | Camden, New Jersey      |
| “Memphis Yodel”                                 | Victor 21636  | February 15, 1928 | Camden, New Jersey      |
| “Blue Yodel No. 3”                              | Victor 21531  | February 15, 1928 | Camden, New Jersey      |
| “My Old Pal”                                    | Victor 21757  | June 12, 1928     | Camden, New Jersey      |
| “My Little Old Home Down in New Orleans”        | Victor 21574  | June 12, 1928     | Camden, New Jersey      |
| “You and My Old Guitar”                         | Victor 40072  | June 12, 1928     | Camden, New Jersey      |
| “Daddy and Home”                                | Victor 21757  | June 12, 1928     | Camden, New Jersey      |
| “My Little Lady”                                | Victor 40072  | June 12, 1928     | Camden, New Jersey      |
| “Lullaby Yodel”                                 | Victor 21636  | June 12, 1928     | Camden, New Jersey      |
| “Never No Mo' Blues”                            | Victor 21531  | June 12, 1928     | Camden, New Jersey      |
| “My Carolina Sunshine Girl”                     | Victor 40096  | October 20, 1928  | Atlanta, Georgia        |
| “Blue Yodel No. 4 (California Blues)”           | Victor 40014  | October 20, 1928  | Atlanta, Georgia        |
| “Waiting for a Train”                           | Victor 40014  | October 22, 1928  | Atlanta, Georgia        |
| “I'm Lonely and Blue”                           | Victor 40054  | October 22, 1928  | Atlanta, Georgia        |
| “Desert Blues”                                  | Victor 40096  | February 21, 1929 | New York, New York      |
| “Any Old Time”                                  | Victor 22488  | February 21, 1929 | New York, New York      |
| “Blue Yodel No. 5”                              | Victor 22072  | February 23, 1929 | New York, New York      |
| “High Powered Mama”                             | Victor 22523  | February 23, 1929 | New York, New York      |
| “I'm Sorry We Met”                              | Victor 22072  | February 23, 1929 | New York, New York      |
| “Everybody Does It in Hawaii”                   | Victor 22143  | August 8, 1929    | Dallas, Texas           |
| “Tuck Away My Lonesome Blues”                   | Victor 22220  | August 8, 1929    | Dallas, Texas           |
| “Train Whistle Blues”                           | Victor 22379  | August 8, 1929    | Dallas, Texas           |
| “Jimmie's Texas Blues”                          | Victor 22379  | August 10, 1929   | Dallas, Texas           |
| “Frankie and Johnnie”                           | Victor 22143  | August 10, 1929   | Dallas, Texas           |
| “Whisper Your Mother's Name”                    | Victor 22319  | October 22, 1929  | Dallas, Texas           |
| “The Land of My Boyhood Dreams”                 | Victor 22811  | October 22, 1929  | Dallas, Texas           |
| “Blue Yodel No. 6”                              | Victor 22271  | October 22, 1929  | Dallas, Texas           |
| “Yodelling Cowboy”                              | Victor 22271  | October 22, 1929  | Dallas, Texas           |
| “My Rough and Rowdy Ways”                       | Victor 22220  | October 22, 1929  | Dallas, Texas           |
| “I've Ranged, I've Roamed and I've Travelled”   | Bluebird 5892 | October 22, 1929  | Dallas, Texas           |
| “Hobo Bill's Last Ride”                         | Victor 22421  | November 13, 1929 | New Orleans, Louisiana  |
| “Mississippi River Blues”                       | Victor 23535  | November 25, 1929 | Atlanta, Georgia        |
| “Nobody Knows But Me”                           | Victor 23518  | November 25, 1929 | Atlanta, Georgia        |
| “Anniversary Blue Yodel”                        | Victor 22488  | November 26, 1929 | Atlanta, Georgia        |
| “She Was Happy Till She Met You”                | Victor 23681  | November 26, 1929 | Atlanta, Georgia        |
| “Blue Yodel No.11”                              | Victor 23796  | November 27, 1929 | Atlanta, Georgia        |
| “A Drunkard's Child”                            | Victor 22319  | November 28, 1929 | Atlanta, Georgia        |
| “That's Why I'm Blue”                           | Victor 22421  | November 28, 1929 | Atlanta, Georgia        |
| “Why Did You Give Me Your Love?”                | Bluebird 5892 | November 28, 1929 | Atlanta, Georgia        |
| “My Blue-Eyed Jane”                             | Victor 23549  | June 30, 1930     | Los Angeles, California |
| “Why Should I Be Lonely?”                       | Victor 23609  | June 30, 1930     | Los Angeles, California |
| “Moonlight and Skies”                           | Victor 23574  | June 30, 1930     | Los Angeles, California |
| “Pistol Packin' Papa”                           | Victor 22554  | July 1, 1930      | Los Angeles, California |
| “Take Me Back Again”                            | Bluebird 7600 | July 2, 1930      | Los Angeles, California |
| “Those Gambler's Blues”                         | Victor 22554  | July 5, 1930      | Los Angeles, California |
| “I'm Lonesome Too”                              | Victor 23564  | July 7, 1930      | Los Angeles, California |
| “The One Rose”                                  | Bluebird 7280 | July 7, 1930      | Los Angeles, California |
| “For the Sake of Days Gone By”                  | Victor 23651  | July 9, 1930      | Los Angeles, California |
| “Jimmie's Mean Mama Blues”                      | Victor 23503  | July 10, 1930     | Los Angeles, California |
| “The Mystery of Number Five”                    | Victor 23518  | July 11, 1930     | Los Angeles, California |
| “Blue Yodel No. 8”                              | Victor 23503  | July 11, 1930     | Los Angeles, California |
| “In the Jailhouse Now, No. 2”                   | Victor 22523  | July 12, 1930     | Los Angeles, California |
| “Blue Yodel No. 9”                              | Victor 23580  | July 16, 1930     | Los Angeles, California |
| “T.B. Blues”                                    | Victor 23535  | January 31, 1931  | San Antonio, Texas      |
| “Travellin' Blues”                              | Victor 23564  | January 31, 1931  | San Antonio, Texas      |
| “Jimmie the Kid”                                | Victor 23549  | January 31, 1931  | San Antonio, Texas      |
| “Why There's a Tear in My Eye”                  | Bluebird 6698 | June 10, 1931     | Louisville, Kentucky    |
| “The Wonderful City”                            | Bluebird 6810 | June 10, 1931     | Louisville, Kentucky    |
| “Let Me Be Your Sidetrack”                      | Victor 23621  | June 11, 1931     | Louisville, Kentucky    |
| “Jimmie Rodgers Visits the Carter Family”       | Victor 23574  | June 12, 1931     | Louisville, Kentucky    |
| “The Carter Family and Jimmie Rodgers in Texas” | Bluebird 6762 | June 12, 1931     | Louisville, Kentucky    |
| “When the Cactus Is in Bloom”                   | Victor 23636  | June 13, 1931     | Louisville, Kentucky    |
| “Gambling Polka Dot Blues”                      | Victor 23636  | June 15, 1931     | Louisville, Kentucky    |
| “Looking for a New Mama”                        | Victor 23580  | June 15, 1931     | Louisville, Kentucky    |
| “What's It?”                                    | Victor 23609  | June 16, 1931     | Louisville, Kentucky    |
| “My Good Gal's Gone”                            | Bluebird 5942 | June 16, 1931     | Louisville, Kentucky    |
| “Southern Cannon-Ball”                          | Victor 23811  | June 17, 1931     | Louisville, Kentucky    |
| “Roll Along, Kentucky Moon”                     | Victor 23651  | February 2, 1932  | Dallas, Texas           |
| “Hobo's Meditation”                             | Victor 23711  | February 3, 1932  | Dallas, Texas           |
| “My Time Ain't Long”                            | Victor 23669  | February 4, 1932  | Dallas, Texas           |
| “Ninety-Nine Years Blues”                       | Victor 23669  | February 4, 1932  | Dallas, Texas           |
| “Mississippi Moon”                              | Victor 23696  | February 4, 1932  | Dallas, Texas           |
| “Down the Old Road to Home”                     | Victor 23711  | February 5, 1932  | Dallas, Texas           |
| “Blue Yodel No. 10”                             | Victor 23696  | February 6, 1932  | Dallas, Texas           |
| “Home Call”                                     | Victor 23681  | February 6, 1932  | Dallas, Texas           |
| “Mother, the Queen of My Heart”                 | Victor 23721  | August 11, 1932   | Camden, New Jersey      |
| “Rock All Our Babies to Sleep”                  | Victor 23721  | August 11, 1932   | Camden, New Jersey      |
| “Whippin' That Old T.B.”                        | Victor 23751  | August 11, 1932   | Camden, New Jersey      |
| “No Hard Times”                                 | Victor 23751  | August 15, 1932   | Camden, New Jersey      |
| “Long Tall Mama Blues”                          | Victor 23766  | August 15, 1932   | Camden, New Jersey      |
| “Peach-Pickin' Time Down in Georgia”            | Victor 23781  | August 15, 1932   | Camden, New Jersey      |
| “Gambling Barroom Blues”                        | Victor 23766  | August 15, 1932   | Camden, New Jersey      |
| “I've Only Loved Three Women”                   | Bluebird 6810 | August 15, 1932   | Camden, New Jersey      |
| “In the Hills of Tennessee”                     | Victor 23736  | August 29, 1932   | New York, New York      |
| “Prairie Lullaby”                               | Victor 23781  | August 29, 1932   | New York, New York      |
| “Miss the Mississippi and You”                  | Victor 23736  | August 29, 1932   | New York, New York      |
| “Sweet Mama Hurry Home”                         | Victor 23796  | August 29, 1932   | New York, New York      |
| “Blue Yodel No. 12”                             | Victor 24456  | May 17, 1933      | New York, New York      |
| “The Cowhand's Last Ride”                       | Victor 24456  | May 17, 1933      | New York, New York      |
| “I'm Free from the Chain Gang Now”              | Victor 23830  | May 17, 1933      | New York, New York      |
| “Dreaming with Tears in My Eyes”                | Bluebird 7600 | May 18, 1933      | New York, New York      |
| “Yodeling My Way Back Home”                     | Bluebird 7280 | May 18, 1933      | New York, New York      |
| “Jimmie Rodger's Last Blue Yodel”               | Bluebird 5281 | May 18, 1933      | New York, New York      |
| “The Yodelling Ranger”                          | Victor 23830  | May 20, 1933      | New York, New York      |
| “Old Pal of My Heart”                           | Victor 23816  | May 20, 1933      | New York, New York      |
| “Old Love Letters”                              | Victor 23840  | May 24, 1933      | New York, New York      |
| “Mississippi Delta Blues”                       | Victor 23816  | May 24, 1933      | New York, New York      |
| “Somewhere Down Below the Dixon Line”           | Victor 23840  | May 24, 1933      | New York, New York      |
| “Years Ago”                                     | Bluebird 5281 | May 24, 1933      | New York, New York      |

## Discografia
Di seguito saranno elencati gli album compilation di Jimmie Rodgers pubblicati nel corso degli anni:
- Recordings 1927-1933 (5xCD, Comp, RM + Box) JSP Records 2002
- The Best Of Jimmie Rodgers (CD, Comp) Chestnut Music Traders Ltd. 2006
- The Best Of The Legendary Jimmie Rodgers (LP, Comp) RCA Victor Unknown
- The Legendary Jimmie Rodgers (7", EP, Comp) RCA Victor, RCA Victor 1959
- The Short But Brilliant Life Of Jimmie Rodgers (2 versions) RCA Victor 1963
- The Best Of The Legendary Jimmie Rodgers (5 versions) RCA Victor 1965
- The Legendary Jimmie Rodgers 110 Collections (8xLP, Comp, Mono, Box) RCA 1972
- Famous Country-Music Makers (2xLP, Comp) RCA Victor 1972
- This Is Jimmie Rodgers (2 versions) RCA 1973
- Famous Country Music Makers - Jimmie Rodgers Volume 2 (2xLP, Comp) RCA Victor 1973
- The Legendary Jimmie Rodgers Vol. 1 (2xLP, Comp) RCA Special Products 1974
- The Jimmie Rodgers Memorial Album (2 versions) Pickwick, Camden 1976
- Jimmie Rodgers - A Legendary Performer (LP, Comp, die) RCA 1978
- 20 Of The Best (LP, Comp) RCA 1984
- You & My Old Guitar (LP, Comp) Request 1989
- The Early Years 1928-1929 (2 versions) Rounder Records 1990
- First Sessions 1927-1928 (LP, Comp) Rounder Records 1990
- On The Way Up 1929 (CD, Comp) Rounder Records 1991
- The Singing Brakeman (6xCD, Comp) Bear Family Records 1992
- The Very Best Of (CD, Comp, mon) Camden Records 1997
- The Essential Jimmie Rodgers (CD, Comp) BMG 1997
- Famous Country Music Makers (CD, Comp) Castle Music 1999
- RCA Country Legends (CD, Album, Comp) BMG Heritage 2002
- Never No Mo' Blues (4 versions) RCA Victor 1956
- Train Whistle Blues (2 versions) RCA Victor 1958
- My Rough And Rowdy Ways (5 versions) RCA Victor 1960
- Jimmie The Kid (LP) RCA Victor 1961
- Country Music Hall Of Fame (LP) RCA Victor 1962
- My Time Ain't Long (2 versions) RCA Victor 1964
- Hank Snow & Jimmie Rodgers - All About Trains (LP, Album) RCA 1975
- The Unheard Jimmie Rodgers Volume 2 (LP) Anthology of Country Music Unknown
- The Unissued Jimmie Rodgers (LP) Anthology Of Country Music Unknown